# Deleproctophylla dusmeti
Deleproctophylla dusmeti is een insect uit de familie van de vlinderhaften (Ascalaphidae), die tot de orde netvleugeligen (Neuroptera) behoort. 
Deleproctophylla dusmeti is voor het eerst wetenschappelijk beschreven door Navás in 1914.